# Pfeife (Tonerzeuger)

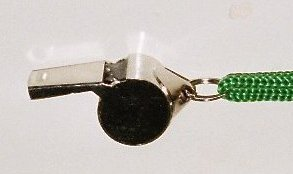
Trillerpfeife

Die Pfeife ist ein Tonerzeuger, bei dem ein Luftstrom eine Kante trifft und die Luft in einem anschließenden Hohlraum in Schwingungen versetzt. Turbulente Strömungen an der Kante regen die Bildung einer stehenden Schallwelle im Resonanzraum an. An Stelle der Luft können auch andere Gase verwendet werden, auch Aerosole wie Wasserdampf. Die Pfeife wird als Luftblattinstrument, also als Flöte klassifiziert und üblicherweise als Signalinstrument verwendet.

## Terminologie
Der Luftstrahl wird meist durch einen Luftkanal oder Windkanal gebildet, der auch Kernspalt oder Kernspalte heißt. Er trifft auf eine Kante, die Schneidekante, Schneidenkante oder Anblaskante. Die Bezeichnung Labium ist dafür auch gebräuchlich, kann aber auch die vom Resonanzraum abgewandte, an die Schneidekante anschließende Fläche bezeichnen. Der Raum zwischen Schneidekante und Kernspalt wird Aufschnitt genannt. Der Resonanzraum kann ein Rohr oder einen vergleichbaren länglichen Körper bilden. Ist das Rohr am der Schneidekante gegenüberliegenden Ende offen, spricht man von einer offenen Pfeife, ist es geschlossen, von einer gedackten Pfeife, die bei gleicher Länge eine Oktave tiefer klingt. Wenn der Resonanzraum dagegen im Wesentlichen kugelförmig oder eiförmig oder auf sonstige Weise ein kompakter Körper ist, spricht man von einer Gefäßflöte.
Das Wort „Pfeife“, von Mittellatein pipa („Schalmei“), im Englischen pipe, wird auch in einem allgemeineren Sinn für Holzblasinstrumente, zu denen Flöten (insbesondere Kernspaltflöten) und Rohrblattinstrumente zählen, angewandt, etwa für die Gruppe der Rohrpfeifen.

## Erzeugter Ton

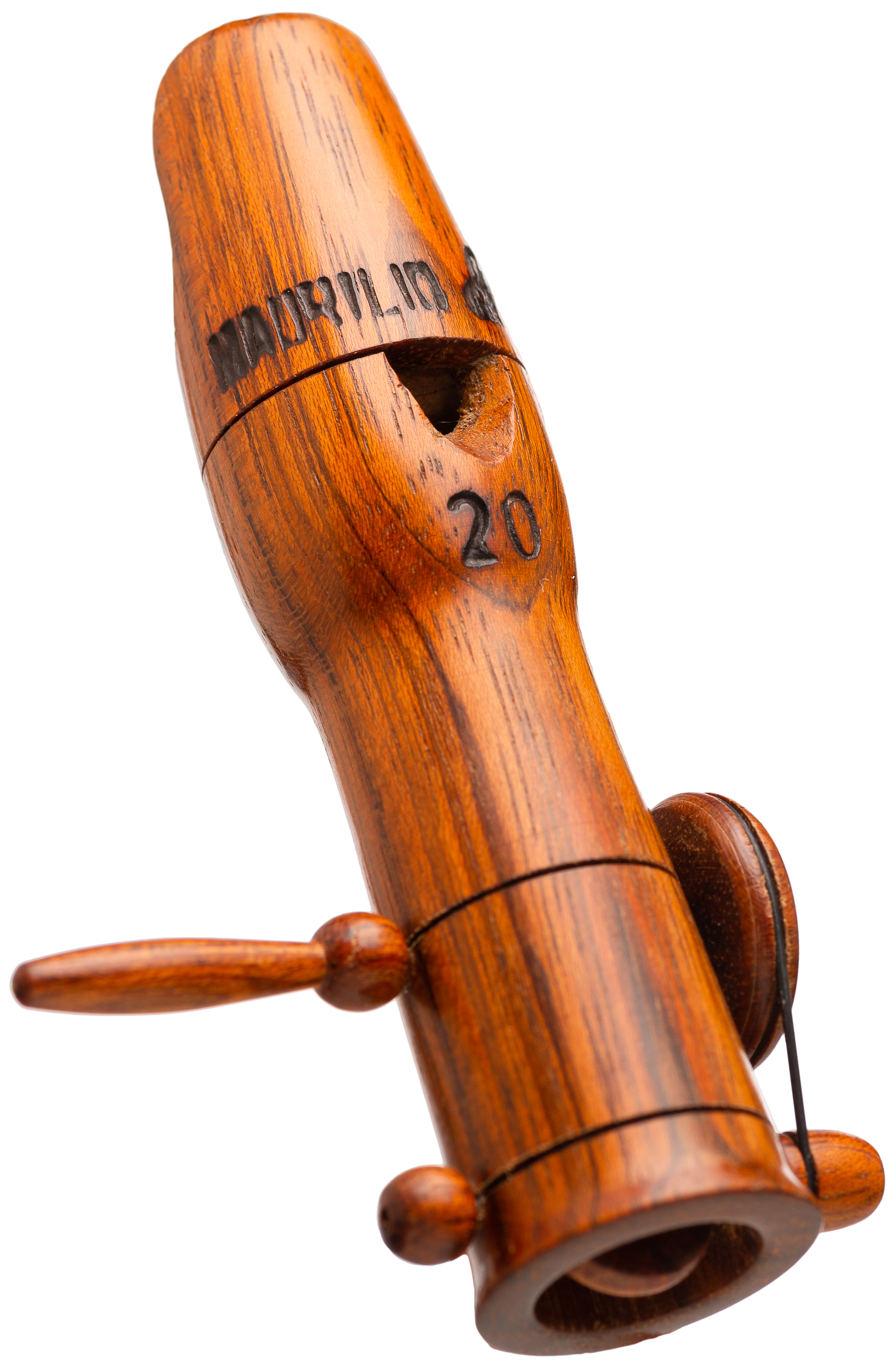
Vogelpfeife

Frequenz und Klangfarbe des erzeugten Tons hängen vor allem von Größe und Form des Resonanzraumes ab, daneben aber auch von der Schärfe der Schneidekante und von Winkel, Dicke und Stärke des Luftstrahls.

## Überblasen
Bei Pfeifen mit röhrenförmigem Resonanzraum können durch Überblasen, d. h. bei höherem oder besonders schnell ansteigendem Blasdruck, schärferem, enger begrenztem Strahl oder kleinerem Winkel zwischen Kanteninnenseite und Strahl, höhere Töne aus der Obertonreihe des tiefsten Tones erzeugt werden. Bei offenen Pfeifen kann das jeder Oberton sein, bei gedackten Pfeifen nur die geradzahligen.

## Anwendung
Pfeifen werden seit der Steinzeit als Musik- und Signalinstrument quer durch alle Kulturen und Zeitalter eingesetzt. Eine Knochenpfeife aus der Zeit des Magdalénien wurde in der Gudenushöhle in Österreich gefunden. Bei der Jagd werden Pfeifen wie z. B. die Hasenklage zur Imitation von Tiergeräuschen verwendet. Wenn es sich um Pfeifen handelt, die mit Atemluft betrieben werden, sind es Signalpfeifen wie Trillerpfeife, Bootsmannspfeife, Batteriepfeife, Hochfrequenzpfeife oder  Flöten. Bei Flöten wird der Kernspalt entweder durch die Atemorgane des Spielers geformt oder ist Bestandteil der Pfeife selbst. Dann spricht man von einer Kernspaltflöte. Mit künstlich erzeugter Druckluft werden Orgelpfeifen betrieben, mit Dampf Dampfpfeifen. Pfeifen erklingen am häufigsten ungefähr in der Tonhöhe einer Kinderstimme, kommen aber oft auch in anderen Tonlagen vor, die erzielten Frequenzen reichen vom Infraschallbereich bei extrem großen Orgelpfeifen bis in den Ultraschallbereich bei Hochfrequenzpfeifen.
Bei einer Vogelpfeife ist die Tonhöhe mittels eines verschiebbaren Kolbens veränderbar. Beim Pfeifen ohne Instrument scheint es sich auch um diesen Mechanismus zu handeln, allerdings ist das Pfeifen noch nicht umfassend erforscht.

## Trivia

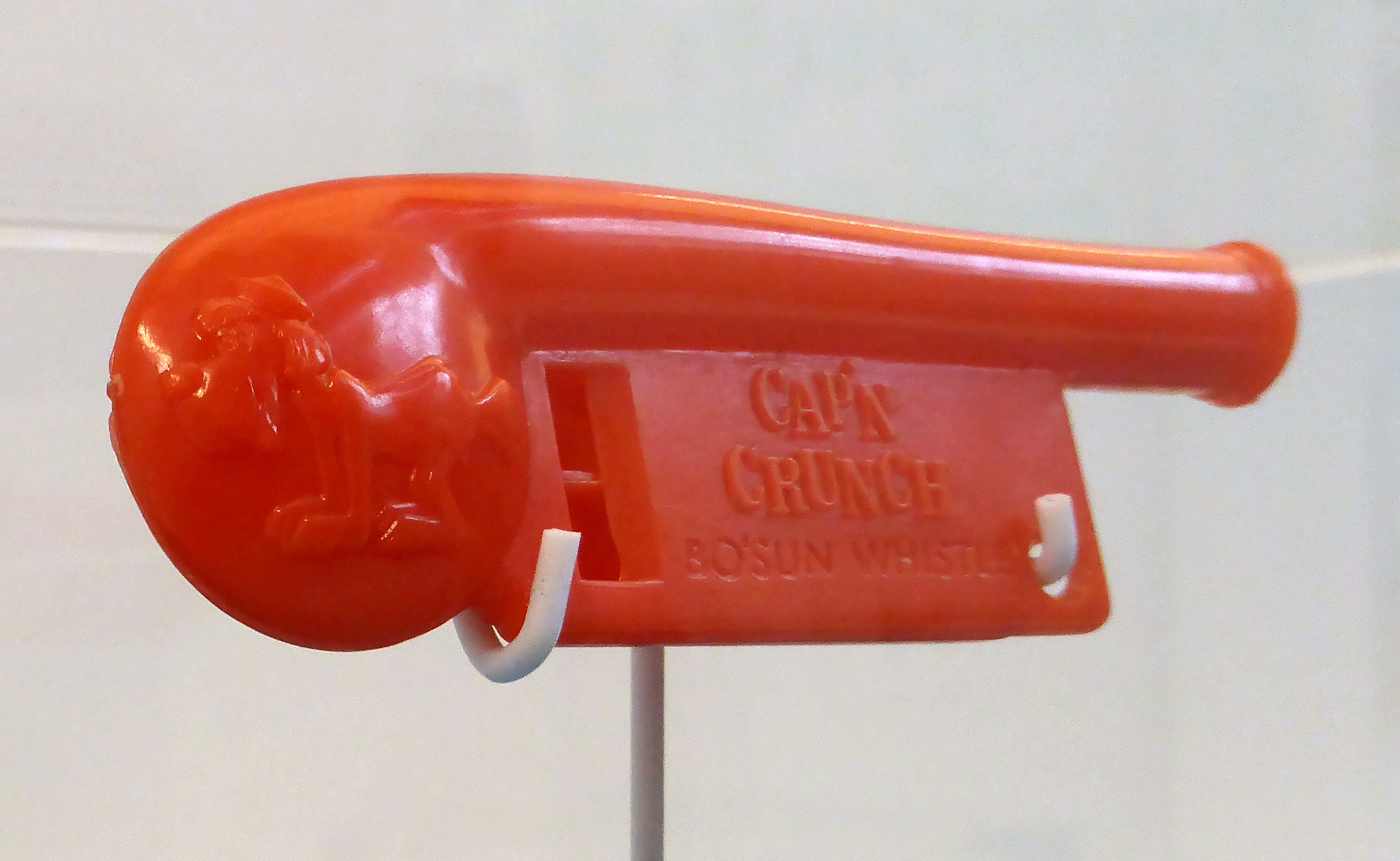
Cap’n Crunch, Spielzeugpfeife (2600 Hz).

Eine Spielzeugpfeife als Werbebeilage der amerikanischen Frühstücksflockenmarke Cap’n Crunch erzeugte die Frequenz von 2600 Hz (viergestrichenes E (e4)). Dieser Ton wurde von der damaligen Telefongesellschaft AT&T in den 1960er Jahren benutzt, um die Leitungsbelegung zu regeln. Wenn man diesen Ton in einen Telefonhörer pfiff, war man in der Lage, kostenlose Telefonate zu führen. Das Verfahren wurde von John T. Draper optimiert und später als Blue-Boxing bekannt.